# سيني عمرو
سيني عمرو (بالفرنسية: Seyni Oumarou)‏ (9 أغسطس، 1950  -) هو سياسي نيجري، شغل منصب رئيس وزراء النيجر منذ يونيو 2007 وحتى 23 سبتمبر 2009. وينتمي سيني لمجموعة جرما العرقية من غرب النيجر. منذ نوفمبر 2008، أصبح سيني رئيس الحركة الوطنية لتنمية المجتمع.

## كرئيس وزراء

### صراع الطوارق
صرح عمرو في 13 يوليو، 2007 أن الحكومة لن تتفاوض مع متمردي حركة العدل النيجرية في شمال النيجر.